# Umbriaga
Umbriaga – kot towarzyszący szczecińskim żeglarzom w połowie XX wieku; jego postać jest obecna w miejscowym folklorze morskim i żeglarskim.

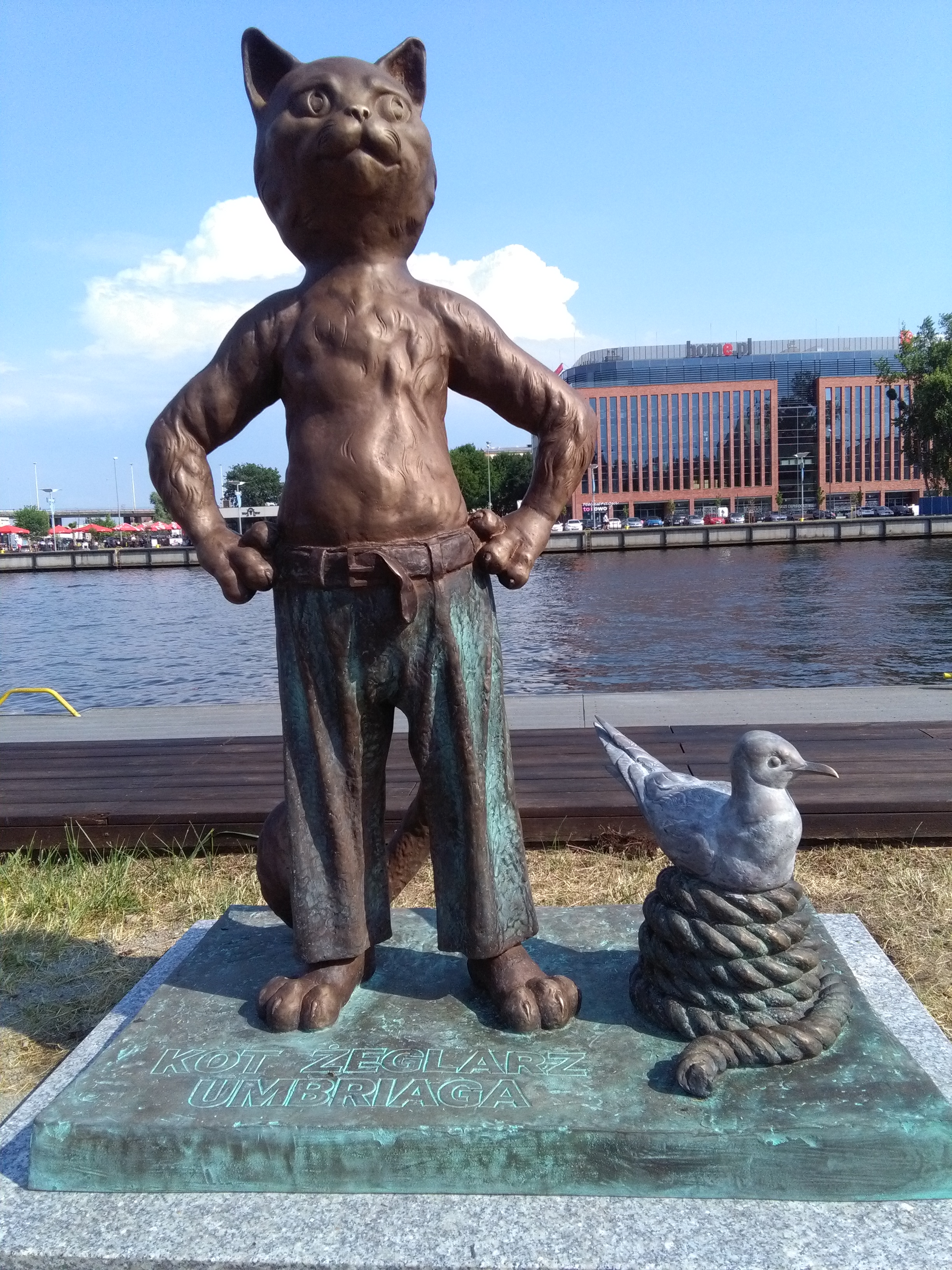
Pomnik kota Umbriagi w Alei Żeglarzy w Szczecinie

Umbriaga, rudy kocur, mieszkał w latach 40. XX w., krótko po II wojnie światowej na przystani Akademickiego Związku Morskiego (obecnie Jacht Klub AZS Szczecin) w Szczecinie nad jeziorem Dąbie. Jego imię to zniekształcone słowo, które żeglarze zaczerpnęli z pokazywanego w tym czasie w kinach włoskiego filmu. Umbriaga często pływał na jachtach i stał się powszechnie znany szczecińskim żeglarzom, którzy w tym okresie mogli żeglować tylko po jeziorze Dąbie: na Odrę, uznawaną za rzekę graniczną, a tym bardziej na graniczący z Niemcami Zalew Szczeciński nie wpuszczały ich Wojska Ochrony Pogranicza. Na początku lat 50. (dokładniejsza data zdarzenia nie jest znana, prawdopodobnie w roku 1953) Umbriaga zszedł z jachtu stojącego w kanale Czapina na wyspę Dębinę i zaginął bez śladu.
Kot, znany całemu środowisku żeglarskiemu Szczecina, został w rozmaity sposób upamiętniony i z upływem lat stał się postacią legendarną. Kanał Czapina przezwany został przez żeglarzy Umbriagą lub kanałem Umbriagi i nazwa ta praktycznie wyparła oficjalną nazwę fizjograficzną. Przyległy do niego północny cypel wyspy Dębina powszechnie nazywa się w środowisku żeglarskim Ziemią Umbriagi. W 1975 r. nazwę Umbriaga nadano pierwszemu zakupionemu przez szczeciński AZS pełnomorskiemu jachtowi typu Carter 30.
W XXI w. kot Umbriaga stał się postacią wykorzystywaną głównie w edukacji żeglarskiej dzieci w Szczecinie. O kocie powstały szanty (jachtowi, noszącemu jego imię, już wcześniej dedykowano szantę) oraz w 2018 r. książka dla dzieci. Wśród Międzynarodowych Nagród Żeglarskich Szczecina, ustanowionych w 2016 r. i przyznawanych corocznie w 10 kategoriach przez Prezydenta Miasta Szczecina za działalność żeglarską na terenie polskiego i niemieckiego Pomorza, jest Nagroda Kota Umbriagi. Przyznawana jest dzieciom w wieku od 6 do 13 lat za osiągnięcia żeglarskie albo placówkom krzewiącym żeglarstwo wśród dzieci. Ma postać statuetki kota w marynarskim stroju.
1 czerwca 2018 r. podczas uroczystości nazwanej „Powrotem kota Umbriagi z rejsu dookoła świata” odsłonięto w szczecińskiej Alei Żeglarzy pomnik Umbriagi – kota-żeglarza, dłuta Pawła Szatkowskiego. Pomnik sąsiaduje z dziełem tego samego rzeźbiarza, pomnikiem kapitana Kazimierza Haski; kot był „kolegą” kapitana z klubu żeglarskiego.